# برنامج الأسلحة البيولوجية للولايات المتحدة
بدأ برنامج الأسلحة البيولوجية في الولايات المتحدة الأمريكية في عام 1943، وأُنهي في عام 1969. بدأ البرنامج رسميًا في ربيع عام 1943 بناءً على أوامر من الرئيس الأمريكي فرانكلين روزفلت، واستمر إجراء الأبحاث بعد انتهاء الحرب العالمية الثانية، فجمعت الولايات المتحدة مخزونًا كبيرًا من العوامل الحيوية والأسلحة. ساهم البرنامج، على مرّ تاريخه المؤلف من 27 سنة، في تسليح وتخزين العوامل الحيوية السبع التالية (وأجرى أبحاثًا مبدئية على العديد من العوامل الأخرى):
- العصوية الجمرية
- الفرنسيسيلة التولارية
- البروسيلا
- كوكسيلة بورنيتية
- فيروس التهاب دماغ الحصان الفنزويلي
- ذيفان السجقية
- ذيفان معوي نوع ب

كان برنامج الأسلحة البيولوجية الأمريكي سريًا طوال فترة وجوده، وكُشف لاحقًا عن انتشار الاختبارات الميدانية والمخبرية (يشمل بعض الاختبارات الميدانية استخدام العوامل المحاكية على أفرادٍ من دون الحصول على موافقتهم). تجسدت السياسة الرسمية للولايات المتحدة في ردع استخدام الأسلحة البيولوجية ضد قوات الولايات المتحدة أولًا، ثم تنفيذ رد انتقامي إذا فشل الردع.
أنهى الرئيس الأمريكي ريتشارد نيكسون، ظاهريًا، كافة الجوانب الهجومية لبرنامج الأسلحة البيولوجية الأمريكي في عام 1969. أقرّت الولايات المتحدة بروتوكول جنيف عام 1925 ومعاهدة حظر الأسلحة البيولوجية عام 1972 -وهما معاهدتان دوليّتان يُحظر بموجبِهما استخدام أسلحة الحرب البيولوجية. مع ذلك، أثارت برامج الدفاع البيولوجي الأمريكية مؤخرًا الشكوك حيال سعي الولايات المتحدة إلى إجراء أبحاث تحظرها الأمم المتحدة.

## التاريخ

### التاريخ المبكر (1918-1941)
بدأ الاهتمام المبكر في السلاح البيولوجي منذ انتهاء الحرب العالمية الأولى. أجرت الولايات المتحدة اختباراتها في البداية على عامل الريسين السام فقط، وهو مادة ينتجها نبات الخروع. أجرت الولايات المتحدة اختباراتها حينها باستخدام أسلوبين لنثر الريسين: يشمل الأسلوب الأول لصق السم بالشظايا المنفجرة وإطلاقها عبر قذيفة المدفعية، وهو أسلوب حقق النجاح. أما الأسلوب الثاني، والذي أثبتت الاختبارات تدني فرصة نجاحه، فيشمل نشر الريسين باستخدام سحابة من الهباء الجوي. لم تستطع الولايات المتحدة إتقان أيٍّ من الأسلوبين قبل انتهاء الحرب في أوروبا.
تُشير الاقتراحات إلى بدء الولايات المتحدة برنامجها للأسلحة النووية في أوائل العشرينيات من القرن الماضي بناءً على رغبة خدمة الحرب الكيميائية، لكن رئيس خدمة الحرب الكيميائية آنذاك، آموس فرايز، ارتأى أن هذا البرنامج لن يعود بـ«الربح» على الولايات المتحدة. بدأ العالم الياباني شيرو إيشي الترويج للأسلحة البيولوجية إبان العشرينيات، وأجرى جولات في في منشآت الأبحاث البيولوجية في مختلف أنحاء العالم، حتى أنه زار الولايات المتحدة. استنتج إيشي أن الولايات المتحدة تطوّر برامج أسلحة بيولوجية، لكنه كان مخطئًا في هذا الاعتقاد. في الحقيقة، اعتقد إيشي أن كافة القوى الكبرى التي زارها تُطوّر برامج أسلحةٍ بيولوجية، لكن الولايات المتحدة لم تركز على تطوير الأسلحة أو الأبحاث البيولوجية طوال فترة ما بين الحربين. لم تمنح الولايات المتحدة أبحاث الأسلحة البيولوجية كثيرًا من الوقت والاهتمام، لكن حلفاءها وأعداءها المستقبليين في أوروبا بحثوا إمكانية تطوير أسلحة بيولوجية منذ العام 1933.

### الحرب العالمية الثانية (1941-45)
حافظ جيش الولايات المتحدة، عند اندلاع الحرب العالمية الثانية، على موقفه القائل أن الأسلحة البيولوجية غير عمليّة إلى حد كبير، مع أن فترة الحرب العالمية الأولى شهدت اهتمامًا بالريسين. لم يكن هذا رأي فرنسا واليابان والمملكة المتحدة، فبدأت تلك الدول برامج أسلحتها البيولوجية. لهذا السبب، لم يكن لدى الولايات المتحدة قدرات الأسلحة البيولوجية في أواخر عام 1942، في حين بدأ الاهتمام الأمريكي في الأسلحة البيولوجية منذ عام 1941، ومن طرف خدمة الحرب الكيميائية. في ذلك الخريف، طلب وزير الحرب الأمريكي هنري إل. ستيمسون من الأكاديمية الوطنية للعلوم أخذ السلاح البيولوجي الأمريكي في الحسبان. كتب الوزير إلى رئيس الأكاديمية الوطنية للعلوم آنذاك، الدكتور فرانك بي. جويت:
جراء الأخطار التي قد تواجهها البلاد من الأعداء المحتملين الذين يوظفون ما يوصف بالأسلحة البيولوجية بالمفهوم الواسع، يبدو أنه من المستحسن إجراء تحقيقات لاستعراض الوضع الحالي والاحتمالات المستقبلية. لهذا أسأل إذا كنت قادرًا على القيام بمهمة تعيين لجنة مناسبة لاستعراض كافة أطوار هذه المسألة. أرسل كبير الأطباء طلبًا إلى منظمتكم أساسًا بهدف تعيين لجنة من شعبة العلوم الطبية التابعة لمجلس الأبحاث الوطني، وذلك لفحص إحدى أطوار هذه المسألة.
أسّست الأكاديمية الوطنية للعلوم لجنةً استجابة لطلب الوزير، وهي مكتب المستشارين الحربي، فأصدرت الأخيرة تقريرها حول الموضوع في فبراير عام 1942. نصح التقرير، بالإضافة إلى أمور أخرى، بإجراء الأبحاث وتطوير برنامجٍ للأسلحة البيولوجية الهجومية.
ضغطت بريطانيا والبحث الذي أجراه مكتب المستشارين الحربي على الولايات المتحدة لتبدأ البحث والتطوير في مجال السلاح البيولوجي، ووافق الرئيس الأمريكي فرانكلين روزفلت رسميًا على برنامج الأسلحة البيولوجية الأمريكي في نوفمبر من عام 1942. ردًا على المعلومات التي وفرها مكتب المستشارين الحربي، طلب روزفلت من ستيمسون تأسيس خدمة البحث الحربي، فكانت الأخيرة جزءًا من وكالة الأمن الفيدرالي، وكان هدفها المعلن هو «الترويج للأمن العام والصحة»، لكن مهمتها الحقيقية هي التنسيق والإشراف على برنامج السلاح البيولوجي للولايات المتحدة الأمريكية. تأسست مختبرات الحرب البيولوجية التابعة لجيش الولايات المتحدة، في فورت ديتريك في مدينة فريدريك بولاية ماريلاند، وحدث ذلك في ربيع عام 1943.
تعاقدت خدمة البحث الحربي في البداية، وتحت إشراف جورج ميرك، مع العديد من الجامعات للمشاركة في تأسيس برنامج الأسلحة البيولوجية الأمريكي، فأصبح البرنامج ضخمًا بسرعة، وخضع للإشراف الكامل من طرف خدمة الحرب الكيميائية بعد فترة قصيرة. اكتمل بناء منشأة الأسلحة البيولوجية في ديتريك بحلول شهر نوفمبر عام 1943، وعملت الولايات المتحدة على بناء 3 منشآت أخرى -مصنعٌ لإنتاج العوامل البيولوجية في مقاطعة فيغو بولاية إنديانا، وموقعُ اختبارات ميدانية في جزيرة هورن في ولاية مسيسيبي، وموقع ميداني آخر قرب جبال غرانيت بيك في ولاية يوتا. جاء في سجلات تاريخية رسمية من تلك الفترة أن «الإجراءات الوقائية الأمنية الدقيقة المتخذة (في كامب ديتريك) كانت فعالًة جدًا، لدرجة أن عامة الشعب لم يسمع بالبحوث الحربية في مجال الأسلحة البيولوجية إلا بعد يناير عام 1946، أي بعد مرور 4 أشهر على يوم الانتصار على اليابان».

### الحرب الباردة (1947-1969)
بعد انتهاء الحرب العالمية الثانية، تطوّر برنامج السلاح البيولوجي للولايات المتحدة ليصبح برنامجًا بحثيًا وإنتاجيًا ذي فعاليّة كبيرة، ومدفوعًا بغايات عسكرية، ومغلّفًا بالجدل والسريّة. انتقل إنتاج عوامل السلاح البيولوجي الأمريكي «من مستوى المصنع إلى مستوى المختبر». كانت منشأة الأسلحة البيولوجية الأمريكية الرئيسة في كامب ديتريك بولاية ماريلاند المنشأة الرئيسة في الولايات المتحدة، وخضعت إلى إشراف ورعاية شعبة الهندسة والأبحاث التابعة للفيلق الكيميائي من جيش الولايات المتحدة. أُجريت معظم الأبحاث والتطويرات هناك، في حين حصل الإنتاج والاختبار في باين بلاف في ولاية أركنساس وأرض دوغواي للاختبار في ولاية يوتا. بدأت منشأة مخزن باين بلاف إنتاج العوامل التي تُصنّف من رتبة الأسلحة بحلول عام 1954، ومنذ عام 1952 إلى 1954، حافظ الفيلق الكيميائي على منشأة تطوير وأبحاث الأسلحة البيولوجية في فورت تيري ضمن جزيرة بلوم في ولاية نيويورك.